# Precioso Cantillas
Precioso D. Cantillas SDB (* 3. Juli 1953 im Barangay Langtad, Naga City, Philippinen) ist ein philippinischer Ordensgeistlicher und Bischof von Maasin.

## Leben
Precioso Cantillas in die Ordensgemeinschaft der Salesianer Don Boscos ein und empfing am 7. Dezember 1979 das Sakrament der Priesterweihe. 
Am 31. März 1995 ernannte ihn Papst Johannes Paul II. zum Titularbischof von Vicus Caesaris und bestellte ihn zum Weihbischof in Cebu. Der Erzbischof von Cebu, Ricardo Kardinal Vidal, spendete ihm am 12. Juli desselben Jahres die Bischofsweihe; Mitkonsekratoren waren der Bischof von Iligan, Emilio Layon Bataclan, und der Bischof von San Jose, Leo Murphy Drona SDB. Am 20. Januar 1998 ernannte ihn Johannes Paul II. zum Bischof von Maasin. Die Amtseinführung erfolgte am 11. März desselben Jahres.